# Coulombmètre
Ne doit pas être confondu avec Coulomb mètre.
Le coulombmètre est un appareil de mesure servant à enregistrer la quantité d’électricité s'écoulant dans un conducteur à potentiel constant, dans un intervalle de temps déterminé. La grandeur de l’unité de mesure est le coulomb (C).
Le coulomb représente la quantité d’électricité que débiterait pendant une seconde un courant d'une intensité égale à 1 ampère (A).
Historiquement, le coulombmètre électronique est constitué d'un circuit de mesure du courant, d'un circuit intégrateur et un condensateur. Le courant traversant le coulombmetre est connu en mesurant la chute de tension aux bornes d'un shunt. Cette chute de tension est intégrée aux bornes du condensateur. Le potentiel aux bornes du condensateur est proportionnel à la quantité d'électricité ayant traversé le shunt pendant le temps choisi.

## Usage
Le coulombmètre est le plus souvent utilisé par le grand public pour connaître la quantité d’énergie disponible dans un accumulateur électrique. C'est aussi un appareil scientifique qui mesure spécifiquement la quantité de charge électrique.

## Risque de confusion
Le coulombmètre ne doit pas être confondu avec l'électromètre qui permet de mesurer la charge électrique d'un corps et dont l’unité de mesure est également le coulomb (C). Il est utilisé dans le domaine scientifique.
Le coulombmètre ne doit pas être confondu avec le voltamètre aussi appelé coulomètre. Qui est un appareil qui mesure la quantité d'électricité ayant traversé un système par le suivi de l'avancement d'une réaction électrochimique quantitative.

## Sources
[PDF] Didier Devilliers et Éric Mahé, Cellules électrochimiques : aspects thermodynamiques et cinétiques - Applications aux générateurs et aux électrolyseurs industriels, L'Actualité chimique, janvier 2003, lire en ligne.